# Night of the Demons
Night of the Demons (br: Noite dos Demonios) é um filme de terror teen americano e remake do filme de 1988 de mesmo nome . Foi dirigido por Adam Gierasch , que também co-escreveu o roteiro com Jace Anderson, e as estrelas Monica Keena, Shannon Elizabeth, Diora Baird, Edward Furlong, Bobbi Sue Luther e Michael Copon.

## Sinopse
Maddie Curtis e suas amigas Lilly e Suzanne estão prontas para a festa de Halloween. Elas estão indo à festa através da amiga Angela na extravagante Mansão Broussard. Há cerca de oitenta anos, seis pessoas desapareceram da mansão sem deixar rastros, e a sua proprietária, Evangeline Broussard, enforcou-se. Essa sombria lenda da casa serve de convite para as pessoas realizarem um evento de Halloween no local. Maddie e Lily convidam seus ex-namorados Colin e Dex para participar, além de outros amigos, fazendo o local ficar repleto de convidados. Quando a polícia surge para encerrar a brincadeira, todos os convidados vão embora, exceto Angela, Maddie, Lily, Dex, Colin, Suzanne e o amigo Jason. O grupo descobre que algo está errado. Os celulares não funcionam, e os portões estão misteriosamente fechados. Logo, percebem que forças sobrenaturais estão agindo na Mansão Broussard e que há mais segredos na lenda de Evangeline Broussard que ninguém ainda conhecia. Tardiamente, os amigos percebem que a Mansão é o lar de demônios que querem possuir sete corpos para se livrar de uma maldição antiga. Um a um, os convidados vão se transformando em criaturas famintas.

## Elenco
| Intérprete        | Personagem    |
| ----------------- | ------------- |
| Shannon Elizabeth | Angela Feld   |
| Monica Keena      | Maddie Curtis |
| Diora Baird       | Lily Thompson |
| Bobbi Sue Luther  | Suzanne Reed  |
| John F. Beach     | Jason Rogers  |
| Michael Copon     | Dex Thrilby   |
| Edward Furlong    | Colin Levy    |

## Produção
Produção teve lugar em Nova Orleans, em outubro de 2008. Existem várias diferenças entre o original eo remake, com o mais notável é a mudança de localização, bem como um plano atualizado. Linnea Quigley , que estrelou o filme original como Suzanne faz uma ponta no filme. Os efeitos especiais e efeitos FX foi criado por Drac Studios.

### Lançamento
O filme originalmente estreou no Festival de Cinema de Londres FrightFest em agosto de 2009, com planos de lançá-lo em outubro do mesmo ano. No entanto mais tarde notícias afirmou que o filme seria adiado para uma tentativa de data de lançamento para 23 de setembro de 2010. Em junho de 2010, foi anunciado através de estabelecimentos de terror várias notícias que em vez de uma versão teatral, o filme, ao invés, ser liberados direto para DVD e Blu-ray .Entertainment One é re-lançando o DVD e Blu-ray em 18 de setembro de 2012 nos EUA.

### DVD
As características especiais incluem:
- Comentário de áudio com os atores Monica Keena, Sue Bobbi Luther, John F. Beach, escritor / diretor Adam Gierasch e escritor Jace Anderson
- "Behind The Bloodbath: A Look Inside Noite dos Demônios"
- "Comic-Con 2010 Introdução"
- Trailer

### Recepção
Recepção crítica do filme foi principalmente negativa, com classificação Rotten Tomatoes sendo atualmente em 29%. Sangrento Disgusting deu uma boa crítica do filme, dizendo: "Este filme não é um típico by-the-números refazer, Adam Gierasch lança em alguns toques de direção, incluindo um filme mudo estilo de flashback abertura sépia e um ritmo acelerado em seu rosto atitude punk rock que ajuda a ascensão filme acima muitos remakes de hoje ". [ 11 ] Dread Central revisão 's foi um pouco mista, dando a revisão 3 ½ lâminas de 5, dizendo: "É ousado, forte e sexy, mas algumas falhas muito óbvias, infelizmente, bater o filme para baixo uma estaca. No final ainda é um passeio divertido e certamente vale a pena assistir em uma noite quando você prefere soltar o cérebro e afundar algumas bebidas que lidar com algo mais cerebral ". [ 12 ] Outro crítico em ZombieCommand disse que o filme "alcançou exatamente o que Geirasch propusemos a fazer e foi muito divertido para arrancar" e foi um "bom filme adolescente assustador". [ 13 ] Fright Fest diretor e fundador afirmou que a resposta do público em geral foi anotado para ser positivo para o filme.